# Wolfgang Knaller
Wolfgang Knaller (* 9. Oktober 1961 in Waiern, Feldkirchen in Kärnten) ist ein ehemaliger österreichischer Fußballspieler und heutiger Torwarttrainer.

## Spielerkarriere
Wolfgang Knaller begann seine Karriere wie seine fünf Brüder als Jugendlicher beim SV Feldkirchen in Kärnten. Dort spielte er im Nachwuchs und zwei Jahre in der Kampfmannschaft (Kärntner Liga/Regionalliga). Sein nächster Verein war der SV Spittal/Drau. Mit dem SV Spittal wurde Knaller Meister in der 2. Bundesliga (1983) und stieg in die Erste Bundesliga auf. Insgesamt spielte er fünf Jahre für den SV Spittal in der Bundesliga. In der Saison 1987 wechselte er zum Verein seines Bruders Walter Knaller, zum damaligen FC Admira Wacker, bei dem er bis zum Sommer 1996 im Tor stand. In dieser Zeit qualifizierte sich Admira Wacker siebenmal für den Europacup, in dem man unter anderen auf Gegner wie AC Bologna, Juventus Turin, RSC Anderlecht, Ferencvaros Budapest, Royal Antwerpen, FC Luzern, AS Cannes usw. traf. Mit Admira Wacker erreichte Knaller dreimal das ÖFB-Cup-Finale und wurde einmal Supercupsieger.
In der Saison 1996/97 wechselte Knaller zu FK Austria Wien, für die er sechs Jahre spielte. In dieser Zeit befand sich der Verein in einer schwierigen finanziellen Situation, die auch Konsequenzen im sportlichen Bereich hatte. Allein in diesen sechs Jahren hatte die Austria 13 verschiedene Trainer. Trotz dieser Schwierigkeiten qualifizierte sich der Verein in dieser Zeit zweimal für den Europacup und wurde dreimal Hallen-Cup Sieger.
In der Saison 2002 gab Knaller sein Comeback in der Südstadt beim nunmehrigen VfB Admira Wacker Mödling, bei dem er am Klassenerhalt beteiligt war und sein 500. Erstligaspiel bestritt. Nach neuerlichen zwei Saisonen bei Admira Wacker wechselte er in der Saison 2004/05 in die 2. Bundesliga zum LASK. In der Österreichischen Fußballmeisterschaft 2005/06 trug er zum Vizemeistertitel in der zweiten Liga bei.
Mit der Saison 2006/07 wechselte er zum niederösterreichischen Regionalligisten FC Waidhofen/Ybbs und eine Saison später (2007/08) spielte er noch mit seinem Sohn Stefan gemeinsam beim Regionalligaverein ASK Baumgarten in einer Mannschaft. Nach einem Jahr Pause wechselte Knaller im Sommer 2009 als Feldspieler zum niederösterreichischen Verein SK Breitenfurt in der 1. Klasse Ost.
2008 wurde Wolfgang Knaller genau so wie sein Bruder Walter Knaller in die Admira/Wacker-Jahrhundertmannschaft gewählt als Jahrhundert-Tormann.
Insgesamt absolvierte Wolfgang Knaller 654 Bundesligaspiele in Österreich (518 Erste Bundesliga, 136 Zweite Bundesliga), 52 ÖFB-Cupspiele (dreimal im Cupfinale), 49 Regionalliga-Ost, 15 UEFA-Cup, 14 Mittleres-Playoff, 21 UI-Cup, 7 Pokal der Pokalsieger, war einmal Supercupsieger, dreimal Hallencupsieger und einmal Meister.
Knaller wurde viermal in die österreichische Nationalmannschaft einberufen. Sein Debüt gab er am 16. Oktober 1991 beim Länderspiel in Belfast (1:2-Niederlage in der EM-Qualifikation gegen Nordirland). Er stand auch im WM-Kader der Nationalmannschaft bei der Weltmeisterschaft 1998 in Frankreich.

## Trainerkarriere
Von 2010 bis 2014 war Knaller Torwarttrainer beim First Vienna FC in der 2. Bundesliga. Zur selben Zeit war Knaller auch Cheftrainer/Tormann Trainer beim 1. Simmeringer SC in der Regionalliga Ost.
Von 2014 bis 2018 war Wolfgang Knaller Tormanntrainer beim SKN St. Pölten. In der Saison 2015/16 wurde er mit SKN St.Pölten Meister der zweitklassigen Ersten Liga. Im Juli 2018 löste ihn Jürgen Macho als Tormanntrainer bei den St. Pöltnern ab. Unter Jochen Fallmann und dessen Nachfolger Joachim Standfest war er von Sommer 2019 bis zur Winterpause 2020/21 Torwarttrainer des SKU Amstetten. Bereits während des Herbstes 2020 wurde er Koordinator für den Torwartbereich des FC Admira Wacker Mödling, bei dem er seit Sommer 2023 auch als Torwarttrainer der Profimannschaft in Erscheinung tritt. Nebenbei ist er seit September 2020 TW-Trainer der österreichischen U-15-Nationalmannschaft.

## Privat
Seine Brüder Werner (1956–2020), Walter (* 1957), Bernhard (* 1960), Erich (* 1964) und Hermann (* 1965) waren ebenfalls als Fußballspieler und teilweise auch als -trainer tätig. Bis auf Hermann brachten es alle seine Brüder im Laufe ihrer Karrieren zu Profieinsätzen; Hermann war zumindest auf höchster Amateurebene aktiv.
Sein Söhne Marco (* 1987) und Stefan (* 1988) sind bzw. waren ebenfalls im Fußballsport aktiv. Während der ältere der beiden Brüder zahlreiche Profistationen im In- und Ausland vermelden konnte, brachte es der jüngere der beiden Brüder nicht über den Amateurbereich hinaus. Letztgenannter ist heute (Stand: Dezember 2023) Athletiktrainer der zweiten Mannschaft des SK Rapid Wien.
Christoph Knaller (* 1980), der Sohn seines Bruders Walter, war ebenfalls ein Profifußballspieler und ist heute unter anderem als Fußballtrainer tätig.